# Клинковое оружие Китая
Клинковое оружие Китая известно с глубокой древности и различалось на короткие прямые мечи цзянь (劍) и изогнутые сабли дао (刀). 
Прототипом китайского клинкового оружия были бронзовые кинжалы эпохи Шан (II тыс. до н.э.). Также в то время были известны китайские боевые топорики гэ (戈). Позднее появился бронзовый Меч Гоуцзяня (V в. до н.э.). В эпоху Хань широко были распространены прямые железные мечи цзянь, длина которых достигала 1 метра. У императоров были мечи с нефритовой рукоятью. 
В эпоху Тан большее распространение получают сабли дао. Китайские сабли дао аналогичны японским клинкам тёкуто. Дао разделились на двуручные (чандао и чжаньмадао) и одноручные (пейдао). Их длина стала достигать 114 см. В эпоху Сун появляются стальные клинки. Из Китая стальные клинки распространились в Японию. Китайское искусство фехтования саблей получило название даошу